# Mibtahiah
Mibtahiah, född 476 f.Kr., död före 416 f.Kr., var en affärsidkare. De två antika arameiska papyrus-samlingarna från Elefantine i Egypten, kända som Mond-Cecil papyri i Kairos Museum respektive Bodleian papyrus utgörs av dokument som behandlar henne och hennes liv, och som också kallats Mibtahiah-arkivet. Hon tillhör de första judiska kvinnor om vilken man har någon information utanför bibeln, och de första judiska affärskvinnor.
Hon var dotter till Mahseiah. Arkivet i Elefantine uppvisar judiska kvinnor som spelade en större roll än vad de normalt gjorde i den mansdominerade judiska kulturen, och de omnämns normalt som dotter till en man snarare än som hustru till en man vilket judiska kvinnor annars kallades, så som "Mibtahiah, dotter till Mahseiah", något som antyder en mer oberoende ställning. De judiska kvinnorna i Elefantine tycks ha haft en mer självständig ställning i frågan om egendomsrätt och skilsmässa än vad som var vanligt för judiska kvinnor på annat håll, även om de levde under mindre jämlika förhållanden än egyptiska kvinnor. Detta illustreras i arkivet, och Mibtahiah är den judinna som finns mest dokumenterad där, och har varit föremål för omfattande forskning.
Hon gifte sig 459 med en judisk man vid namn Jezaniah, med vilken hon inte fick barn, och 441 med den egyptiska arkitekten Eshor, med vilken hon fick två söner. Hon fick ett hus av sin far vid sitt första bröllop, som skulle vara hennes enskilda egendom. Vid sitt andra bröllop tillförsäkrades hon rätt till sin makes egendom under deras äktenskap och om hon skulle bli en barnlös änka. Hon försäkrades också rätten att bestämma över sin egen egendom, något som var normalt i ett egyptiskt äktenskap. Mibtahiah tycks ha ägnat sig åt affärsverksamhet och kunde ärva, låna ut, donera och finansiera projekt.
Vid sin död ägde hon tre fastigheter och fyra slavar.